# Agriothera aeruginosa
Agriothera aeruginosa är en fjärilsart som beskrevs av Edward Meyrick 1913. Agriothera aeruginosa ingår i släktet Agriothera och familjen bronsmalar. Inga underarter finns listade i Catalogue of Life.